# Thalloptera bisinuosa
Thalloptera bisinuosa är en tvåvingeart som beskrevs av Borgmeier 1936. Thalloptera bisinuosa ingår i släktet Thalloptera och familjen puckelflugor. Inga underarter finns listade i Catalogue of Life.